# Maisons-Alfort
Maisons-Alfort là một xã trong vùng đô thị Paris, thuộc tỉnh Val-de-Marne, vùng hành chính Île-de-France của nước Pháp, có dân số là 54.600 người (thời điểm 2004).

## Các thành phố kết nghĩa
- Moers, Đức